# Leichtathletik-Halleneuropameisterschaften 2017/Teilnehmer (Litauen)
| Gelbes Symbol für Goldmedaillen mit stilisierten Olympischen Ringen | Graues Symbol für Silbermedaillen mit stilisierten Olympischen Ringen | Braundes Symbol für Bronzemedaillen mit stilisierten Olympischen Ringen |
| ------------------------------------------------------------------- | --------------------------------------------------------------------- | ----------------------------------------------------------------------- |
| 1                                                                   | —                                                                     | —                                                                       |

Aus Litauen starteten vier Athletinnen und ein Athlet bei den Leichtathletik-Halleneuropameisterschaften 2017 in Belgrad, die eine Goldmedaille errangen und eine Europäische Jahresbestleistung aufstellten, die gleichzeitig auch Landesrekord war.
Der litauische Leichtathletikverband Lietuvos lengvosios atletikos federacija (LLAF) nannte am 23. Februar die Namen der fünf Sportler und Sportlerinnen, die die Norm für die Hallen-EM erfüllt hatten. Austra Skujytė hatte sich bei den litauischen Meisterschaften für den Fünfkampf qualifizieren wollen, doch Schmerzen an der Achillessehne verhinderten dies, und so trat sie nur im Kugelstoßen an.
Hochspringer Adrijus Glebauskas, Sprinterin Karolina Deliautaitė und Kugelstoßer Šarūnas Banevičius erfüllten die EM-Norm nicht, und bei Eglė Balčiūnaitė (800 m) verhinderte eine Erkältung die Qualifikation.

## Ergebnisse

### Frauen

#### Laufdisziplinen
| Athletin       | Disziplin | Vorlauf | Vorlauf | Halbfinale         | Halbfinale         | Finale             | Finale             |
| Athletin       | Disziplin | Zeit    | Platz   | Zeit               | Platz              | Zeit               | Platz              |
| -------------- | --------- | ------- | ------- | ------------------ | ------------------ | ------------------ | ------------------ |
| Eva Misiūnaitė | 400 m     | 54,95 s | 27      | nicht qualifiziert | nicht qualifiziert | nicht qualifiziert | nicht qualifiziert |

#### Sprung/Wurf
| Athletin        | Disziplin   | Qualifikation | Qualifikation | Finale             | Finale             |
| Athletin        | Disziplin   | Höhe/Weite    | Platz         | Höhe/Weite         | Platz              |
| --------------- | ----------- | ------------- | ------------- | ------------------ | ------------------ |
| Airinė Palšytė  | Hochsprung  | 1,90 m        | 4             | 2,01 m EL          | Gold               |
| Giedrė Kupstytė | Kugelstoßen | 16,00 m       | 20            | nicht qualifiziert | nicht qualifiziert |
| Austra Skujytė  | Kugelstoßen | 17,37 m SB    | 9             | nicht qualifiziert | nicht qualifiziert |

### Männer

#### Sprung/Wurf
| Athlet          | Disziplin  | Qualifikation | Qualifikation | Finale             | Finale             |
| Athlet          | Disziplin  | Höhe          | Platz         | Höhe               | Platz              |
| --------------- | ---------- | ------------- | ------------- | ------------------ | ------------------ |
| Raivydas Stanys | Hochsprung | 2,16 m        | 15            | nicht qualifiziert | nicht qualifiziert |